# SuperSport Trophy
Le SuperSport Trophy s'est disputé entre 1995 et 1998 sous la forme d'une formule unique en prenant la suite du Venturi Trophy. Ce championnat était organisé sur les plus grands circuits européens par Stéphane Ratel Organisation en parallèle du Championnat BPR et du Championnat FIA GT.
Alors que la voiture utilisée était une Venturi 400 GT en 1995, de 1996 à 1998, la voiture était une Lamborghini Diablo SV-R. Les engagés étaient à la fois des pilotes professionnels et des amateurs.

## Palmarès[1]
| Année | Champion             | Voiture                 |
| ----- | -------------------- | ----------------------- |
| 1995  | Michel Neugarten     | Venturi 400 GT          |
| 1996  | Ferdinand de Lesseps | Lamborghini Diablo SV-R |
| 1997  | Roberto Russo        | Lamborghini Diablo SV-R |
| 1998  | Fabio Santaniello    | Lamborghini Diablo SV-R |

## Liste des vainqueurs
| Date              | Circuit                             | Vainqueur                               |
| ----------------- | ----------------------------------- | --------------------------------------- |
| 12 mars 1995      | Circuit Paul-Ricard                 | Michel Neugarten                        |
| 9 avril 1995      | Circuit permanent du Jarama         | Ferdinand de Lesseps                    |
| 23 avril 1995     | Nürburgring                         | Michel Neugarten                        |
| 14 mai 1995       | Autodrome de Linas-Montlhéry        | Dominique Dupuy                         |
| 9 juillet 1995    | Circuit de Nevers Magny-Cours       | Michel Neugarten                        |
| 17 septembre 1995 | Circuit de Silverstone              | Ferdinand de Lesseps                    |
| 8 octobre 1995    | Circuit Paul Armagnac               | Ferdinand de Lesseps                    |
| 22 octobre 1995   | Circuit automobile de Dijon-Prenois | Édouard Chaufour                        |
| 16 juin 1996      | Circuit Bugatti                     | Michel Neugarten                        |
| 14 juillet 1996   | Circuit de Scandinavie              | Olivier Grouillard                      |
| 14 juillet 1996   | Circuit de Scandinavie              | Onofrio Russo                           |
| 8 septembre 1996  | Circuit de Brands Hatch             | Olivier Grouillard / Thomas Bscher      |
| 22 septembre 1996 | Circuit de Spa-Francorchamps        | Michel Neugarten                        |
| 22 septembre 1996 | Circuit de Spa-Francorchamps        | Jean-Marc Gounon                        |
| 17 novembre 1996  | Circuit de Vallelunga               | Luigi Moccia                            |
| 17 novembre 1996  | Circuit de Vallelunga               | Luigi Moccia                            |
| 13 avril 1997     | Circuit d'Hockenheim                | Roberto Russo / Paolo Mondini           |
| 13 avril 1997     | Circuit d'Hockenheim                | David Velay / Ron Atapattu              |
| 8 juin 1997       | Circuit d'imola                     | Fabio Santaniello                       |
| 8 juin 1997       | Circuit d'imola                     | Roberto Russo                           |
| 29 juin 1997      | Nürburgring                         | Bernard de Dryver / Jean-Michel Martin  |
| 29 juin 1997      | Nürburgring                         | Fabio Santaniello                       |
| 20 juillet 1997   | Circuit de Spa-Francorchamps        | Roberto Russo                           |
| 20 juillet 1997   | Circuit de Spa-Francorchamps        | Michel Neugarten / Ferdinand de Lesseps |
| 14 septembre 1997 | Circuit de Donington Park           | Bernard de Dryver / Jean-Michel Martin  |
| 14 septembre 1997 | Circuit de Donington Park           | Bernard de Dryver / Jean-Michel Martin  |
| 5 octobre 1997    | Circuit automobile de Dijon-Prenois | Roberto Russo                           |
| 5 octobre 1997    | Circuit automobile de Dijon-Prenois | Roberto Russo                           |
| 9 octobre 1997    | Circuit international de Zhuhai     | Roberto Russo                           |
| 9 octobre 1997    | Circuit international de Zhuhai     | Roberto Russo                           |
| 24 mai 1998       | Circuit de Catalogne                | Fabio Santaniello                       |
| 24 mai 1998       | Circuit de Catalogne                | Fabio Santaniello                       |
| 28 juin 1998      | Circuit d'Hockenheim                | Fabio Santaniello                       |
| 28 juin 1998      | Circuit d'Hockenheim                | Alberto Castello / Luis Pérez-Sala      |
| 12 juillet 1998   | Circuit automobile de Dijon-Prenois | Alberto Castello / Luis Pérez-Sala      |
| 12 juillet 1998   | Circuit automobile de Dijon-Prenois | Nino de Cecco                           |
| 6 septembre 1998  | Circuit de Donington Park           | Roberto Russo                           |
| 6 septembre 1998  | Circuit de Donington Park           | Roberto Russo                           |
| 18 septembre 1998 | Circuit de Nevers Magny-Cours       | Fabio Santaniello                       |
| 18 septembre 1998 | Circuit de Nevers Magny-Cours       | David Velay / Bernard Dessange          |